# Per Juhl
Per Juhl (født 27. august 1981) er en dansk ishockeyspiller (forward).
Han er 183 cm høj og vejer 75 kg. Han debutere i Superisligaen for Vojens IK i 1999, og scorede sit første mål 25. februar 2001.
Per Juhl vandt DM-guld med SønderjyskE i 2006.
Hans sidste kamp for Vojens var den 27. februar 2007 på udebane mod Rødovre.